# Reo Yamashita
Reo Yamashita (født 19. maj 1998) er en japansk fodboldspiller.
Han har spillet for flere forskellige klubber i sin karriere, herunder Gamba Osaka.